# Porsche 718
Porsche 718 – samochód firmy Porsche zaprezentowany w 1957, produkowany do 1962.
Był to samochód wyścigowy z zamontowanym centralnie silnikiem, bazował na starszym modelu 550. Powstało wiele wariantów 718, takich jak RSK czy wersje utworzone w wyniku corocznych zmian (np. RS 61). W sportach samochodowych model 718 RS 60 dał Porsche całkowite zwycięstwo w zawodach 12 Hours of Sebring, odbywających się w 1960, oraz kilka zwycięstw w serii Targa Florio. W 1961 Masten Gregory wraz z Bobem Holbertem, jadąc 718/4 RS Spyder, wygrali 24-godzinny wyścig Le Mans.